# Futsal-Weltmeisterschaft 2004
Die 5. FIFA Futsal-Weltmeisterschaft fand vom 21. November bis zum 5. Dezember 2004 in Taiwan statt. Die 16 teilnehmenden Mannschaften spielten in 40 Partien den fünften Futsal-Weltmeister unter der Schirmherrschaft der FIFA aus.
Die spanische Mannschaft verteidigte durch einen 2:1-Erfolg im Finale über Italien den Titel erfolgreich. Das brasilianische Team gewann im Spiel um Platz 3 mit 7:4 gegen Argentinien. Der Brasilianer Falcão wurde sowohl Torschützenkönig als auch als bester Spieler des Turniers ausgezeichnet.

## Gastgeber und Austragungsorte

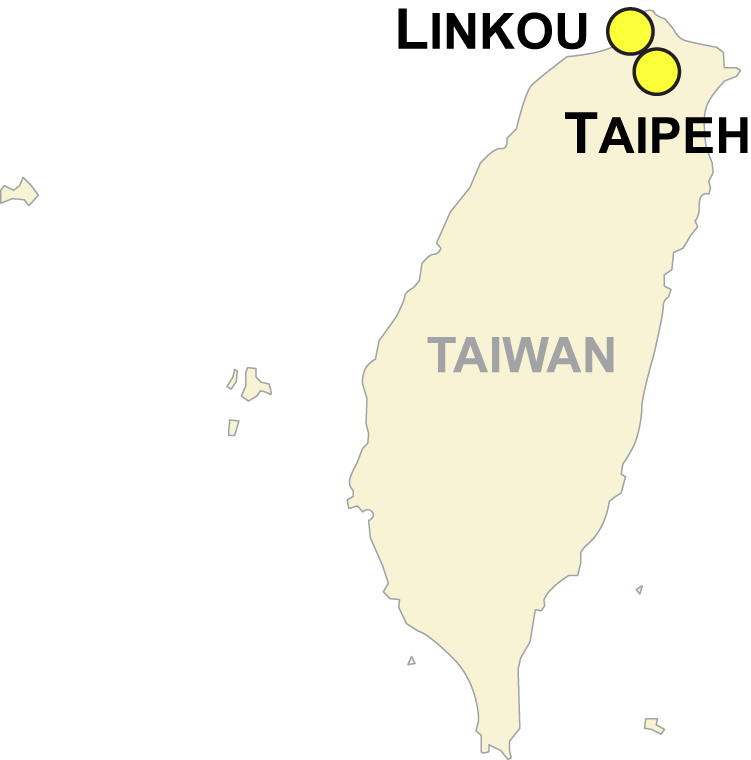
Austragungsorte der WM 2004

Taiwan richtete zum ersten Mal die Endrunde eines FIFA-Wettbewerbs aus, obwohl es bis zum Turnier keine Erfahrungen mit dieser Sportart gab. Als Ausrichtungsstätten wurden zwei Hallen im Großraum Taipeh ausgewählt.
- Das NTU Gymnasium der Nationaluniversität Taiwan in Taipeh war Hauptaustragungsort der 5. Futsal-WM. Zwölf Vorrunden- und sechs Zwischenrundenpartien sowie die Halbfinal- und Finalspiele fanden in der Universitätshalle statt. Bis zu 3.500 Zuschauer konnten die Spiele verfolgen.
- Das Linkou Gymnasium im Bezirk Linkou des heutigen Neu-Taipeh diente als Austragungsort von zwölf Vorrunden- und sechs Zwischenrundenspielen. Die Halle fasst bis zu 15.000 Zuschauer und befindet sich in unmittelbarer Nähe zum Flughafen Taiwan Taoyuan. Die Spielstätte liegt 15 Kilometer außerhalb des Stadtzentrums von Taipeh.

## Teilnehmer
Um die 15 Endrundenplätze bewarben sich insgesamt 85 Verbände und damit 22 mehr als noch vier Jahre zuvor. Taiwan als Gastgeber war automatisch qualifiziert.
In Europa gab es zehn Qualifikationsgruppen mit je drei oder vier Mannschaften, in denen sich jeweils der Gruppensieger für die Play-off-Spiele qualifizierte. Die Sieger der fünf Play-off-Spiele qualifizierten sich für die Endrunde. Überraschungen blieben größtenteils aus, lediglich Russland, WM-Vierter 2000, scheiterte bereits in der ersten Runde an Bosnien-Herzegowina.
In Südamerika wurden die Qualifikanten im Rahmen der Futsal-Südamerikameisterschaft 2003 bestimmt. Alle zehn CONMEBOL-Mitglieder nahmen an dem Wettbewerb teil, qualifizieren konnten sich Südamerikameister und Vize-Weltmeister Brasilien, Argentinien und Paraguay.
Um die beiden Plätze der CONCACAF wurden bei der CONCACAF Futsal-Meisterschaft 2004 ausgespielt wurden. Neben den Vereinigten Staaten, die das Turnier gewannen, qualifizierte sich auch erneut Kuba für das Endturnier.
Für Afrika stand erneut nur ein Platz zur Verfügung. In einer chaotischen Qualifikation mit Hin- und Rückspielen, während der von acht gemeldeten Mannschaften vier Teams zurückzogen, setzte sich Ägypten durch, das als einziges Team in allen Runden antreten musste. Finalgegner für den WM-Startplatz und gleichzeitig die Afrikameisterschaft war Mosambik, das bis ins Finale kampflos gekommen war.
In Asien wurden die Teilnehmer während der Futsal-Asienmeisterschaft 2004 in Macao ausgespielt. Neben dem Iran qualifizierten sich Japan und Thailand. Die usbekische Mannschaft verpasste auf Rang 4 die Qualifikation knapp. WM-Gastgeber Taiwan war bereits in einer der vier Qualifikationsgruppen ausgeschieden.
In Ozeanien gab es Ende Juli 2004 ein Qualifikationsturnier in Canberra (Australien), das gleichzeitig als Ozeanienmeisterschaft galt. Australien dominierte dabei wie schon bei den vorherigen Austragungen das Turnier und setzte sich ohne Punktverlust und 20:0 Toren souverän durch.
Lediglich die Mannschaft des Gastgebers Taiwan nahm 2004 erstmals an der Endrunde einer FIFA Futsal-Weltmeisterschaft teil.

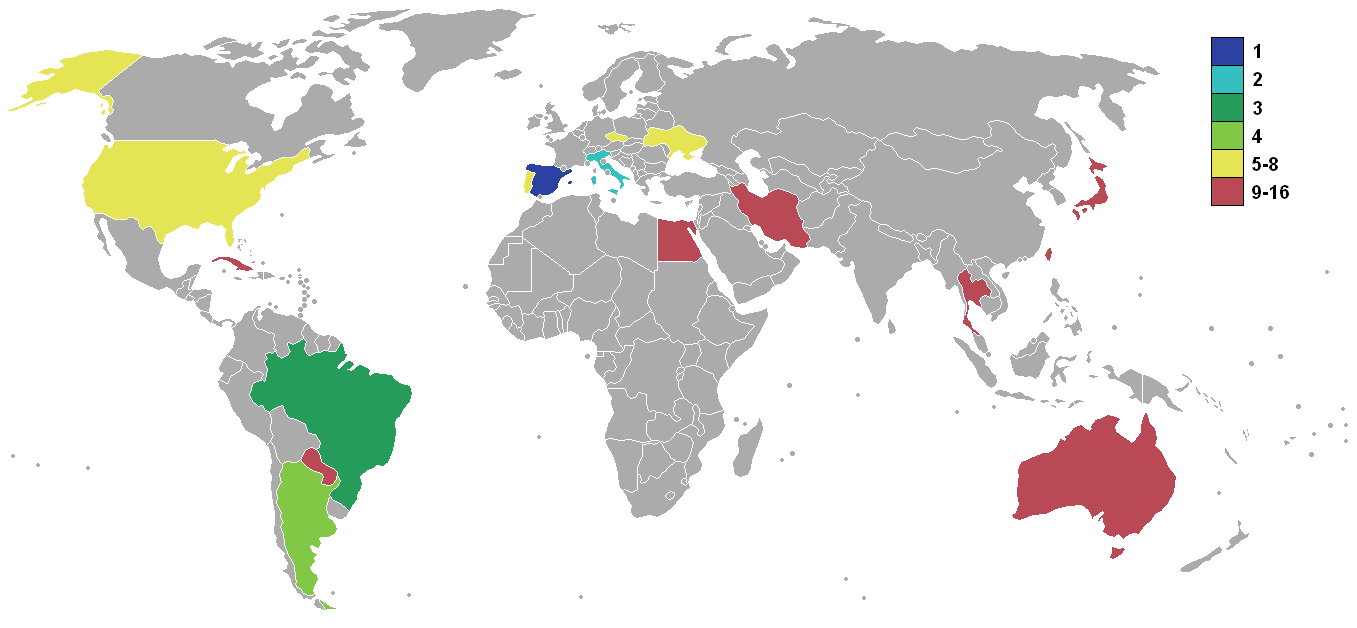
Platzierungen der Teilnehmer

| 5 aus Europa                  | Italien     | Portugal  | Spanien           | Tschechien |
|                               | Ukraine     |           |                   |            |
| 4 aus Asien                   | Iran        | Japan     | Chinesisch Taipeh | Thailand   |
| 3 aus Südamerika              | Argentinien | Brasilien | Paraguay          |            |
| 2 aus Nord- und Mittelamerika | Kuba        | USA       |                   |            |
| 1 aus Afrika                  | Ägypten     |           |                   |            |
| 1 aus Ozeanien                | Australien  |           |                   |            |

## Modus
Der Modus blieb im Vergleich zu den vorhergehenden Weltmeisterschaften unverändert. Die 16 Mannschaften spielten zunächst in vier Vorrundengruppen mit je vier Mannschaften. Innerhalb jeder Gruppe spielte jede Mannschaft gegen jede andere Mannschaft. Die beiden Gruppenbesten jeder Gruppe qualifizierten sich für die zweite Gruppenphase, in der die acht Mannschaften erneut in zwei Vierergruppen (je zwei Vorrundensieger und zwei Vorrundenzweite pro Gruppe) verteilt wurden und nochmals gegen jede Mannschaft ein Spiel austrugen. Die beiden Besten jeder Gruppe qualifizierten sich für das Halbfinale, das im K.-o.-System stattfand. Bei Punktegleichstand während der Gruppenphase entschied das Torverhältnis über die Platzierung.

## Vorrunde

### Gruppe A
| So, 21. November 2004, 16:00 Uhr & 18:00 Uhr |   |                |            |
| Chinese Taipei                               | – | Ägypten        | 0:12 (0:6) |
| Spanien                                      | – | Ukraine        | 2:0 (2:0)  |
| Di, 23. November 2004, 18:00 Uhr & 20:00 Uhr |   |                |            |
| Chinese Taipei                               | – | Spanien        | 0:10 (0:3) |
| Ägypten                                      | – | Ukraine        | 4:5 (2:0)  |
| Do, 25. November 2004, 18:00 Uhr & 20:00 Uhr |   |                |            |
| Ukraine                                      | – | Chinese Taipei | 7:2 (5:1)  |
| Ägypten                                      | – | Spanien        | 0:7 (0:5)  |

### Gruppe B
| Mo, 22. November 2004, 18:00 Uhr & 20:00 Uhr |   |            |            |
| Australien                                   | – | Brasilien  | 0:10 (0:4) |
| Tschechien                                   | – | Thailand   | 2:1 (0:1)  |
| Mi, 24. November 2004, 18:00 Uhr & 20:00 Uhr |   |            |            |
| Australien                                   | – | Tschechien | 0:5 (0:1)  |
| Brasilien                                    | – | Thailand   | 9:1 (2:0)  |
| Fr, 26. November 2004, 20:00 Uhr             |   |            |            |
| Thailand                                     | – | Australien | 3:2 (0:0)  |
| Brasilien                                    | – | Tschechien | 4:1 (2:1)  |

### Gruppe C
| So, 21. November 2004, 18:00 Uhr & 20:00 Uhr |   |          |           |
| Italien                                      | – | USA      | 6:3 (2:1) |
| Japan                                        | – | Paraguay | 4:5 (3:2) |
| Di, 23. November 2004, 18:00 Uhr & 20:00 Uhr |   |          |           |
| Italien                                      | – | Japan    | 5:0 (2:0) |
| USA                                          | – | Paraguay | 3:1 (1:0) |
| Do, 25. November 2004, 18:00 Uhr & 20:00 Uhr |   |          |           |
| Paraguay                                     | – | Italien  | 2:4 (1:2) |
| USA                                          | – | Japan    | 1:1 (1:0) |

### Gruppe D
| Mo, 22. November 2004, 18:00 Uhr & 20:00 Uhr |   |             |           |
| Iran                                         | – | Portugal    | 0:4 (0:2) |
| Kuba                                         | – | Argentinien | 0:3 (0:0) |
| Mi, 24. November 2004, 18:00 Uhr & 20:00 Uhr |   |             |           |
| Iran                                         | – | Kuba        | 8:3 (4:0) |
| Portugal                                     | – | Argentinien | 0:1 (0:1) |
| Fr, 26. November 2004, 18:00 Uhr             |   |             |           |
| Argentinien                                  | – | Iran        | 6:1 (1:1) |
| Portugal                                     | – | Kuba        | 5:0 (2:0) |

## Zwischenrunde

### Gruppe E
| So, 28. November 2004, 16:00 Uhr & 18:00 Uhr |   |            |           |
| Spanien                                      | – | Tschechien | 2:0 (0:0) |
| Italien                                      | – | Portugal   | 0:0       |
| Mo, 29. November 2004, 18:00 Uhr & 20:00 Uhr |   |            |           |
| Spanien                                      | – | Italien    | 2:3 (1:3) |
| Tschechien                                   | – | Portugal   | 4:8 (3:3) |
| Mi, 1. Dezember 2004, 20:00 Uhr              |   |            |           |
| Spanien                                      | – | Portugal   | 3:1 (2:1) |
| Tschechien                                   | – | Italien    | 0:3 (0:2) |

### Gruppe F
| So, 28. November 2004, 16:00 Uhr & 18:00 Uhr |   |             |           |
| Brasilien                                    | – | Ukraine     | 6:0 (2:0) |
| Argentinien                                  | – | USA         | 2:1 (2:0) |
| Mo, 29. November 2004, 18:00 Uhr & 20:00 Uhr |   |             |           |
| Brasilien                                    | – | Argentinien | 2:1 (2:1) |
| Ukraine                                      | – | USA         | 3:1 (1:1) |
| Mi, 1. Dezember 2004, 18:00 Uhr              |   |             |           |
| Brasilien                                    | – | USA         | 8:5 (3:1) |
| Ukraine                                      | – | Argentinien | 0:0       |

## Finalrunde

### Halbfinale
| 3. Dezember 2004, 18:00 Uhr | Taipeh | Brasilien | – | Spanien     | 2:2 n. V. (2:2, 0:0), 4:5 i. S. |
| 3. Dezember 2004, 20:30 Uhr | Taipeh | Italien   | – | Argentinien | 7:4 (3:0)                       |

### Spiel um Platz 3
| 5. Dezember 2004, 14:00 Uhr | Taipeh | Brasilien | – | Argentinien | 7:4 (6:1) |

### Finale
| 5. Dezember 2004, 16:00 Uhr | Taipeh | Spanien | – | Italien | 2:1 (0:0) |

## Beste Torschützen
| Rang | Spieler          | Tore |
| ---- | ---------------- | ---- |
| 1    | Falcão           | 13   |
| 2    | Índio            | 10   |
| 3    | Marcelo          | 9    |
| 4    | Joel             | 7    |
|      | Simi             | 7    |
| 6    | Abou El Komsan   | 6    |
|      | Javier Rodríguez | 6    |

## Auszeichnungen
Den Goldenen Ball für den wertvollsten Spieler des Turniers ging an den Brasilianer Falcão. Als zweit- bzw. drittbeste Spieler des Turniers wurden der Spanier Javier Rodriguez mit dem Silbernen Ball und der Italiener Vinicius Bacaro mit dem Bronzenen Ball geehrt. Den Goldenen Schuh für den besten Torschützen erhielt ebenfalls der Brasilianer Falcão. Sein Teamkollege Índio und der Spanier Marcelo erhielten den Silbernen bzw. Bronzenen Schuh. Der Fair-Play-Preis ging zum dritten Mal in Folge an die Mannschaft aus Brasilien.
| FIFA All-Star-Team                                                           | Reserve                                                                                    |
| ---------------------------------------------------------------------------- | ------------------------------------------------------------------------------------------ |
| Luis Amado (Tor) Kike Marcelo Falcão Javier Rodriguez Trainer: Javier Lozano | Farnaklin (Tor) Salvatore Zaffiro Simi Euler Vinicius Bacaro Trainer: Alessandro Nuccorini |